# Luigi Zanini
Luigi Zanini (* 6. Juni 1896 in Zürich; † 7. Juni 1968 in Turin) war ein schweizerisch-italienischer Bildhauer und Maler. Sein Werk umfasst Kunst am Bau, Plastik, Skulpturen, Freskos und Malerei.

## Leben
Luigi Zanini wuchs in Zürich auf und hatte dort sein Atelier von 1924 bis 1963. Zanini schuf zahlreiche Werke im öffentlichen Raum und unterrichtete als Zeichenlehrer. Später lebte er in Turin.

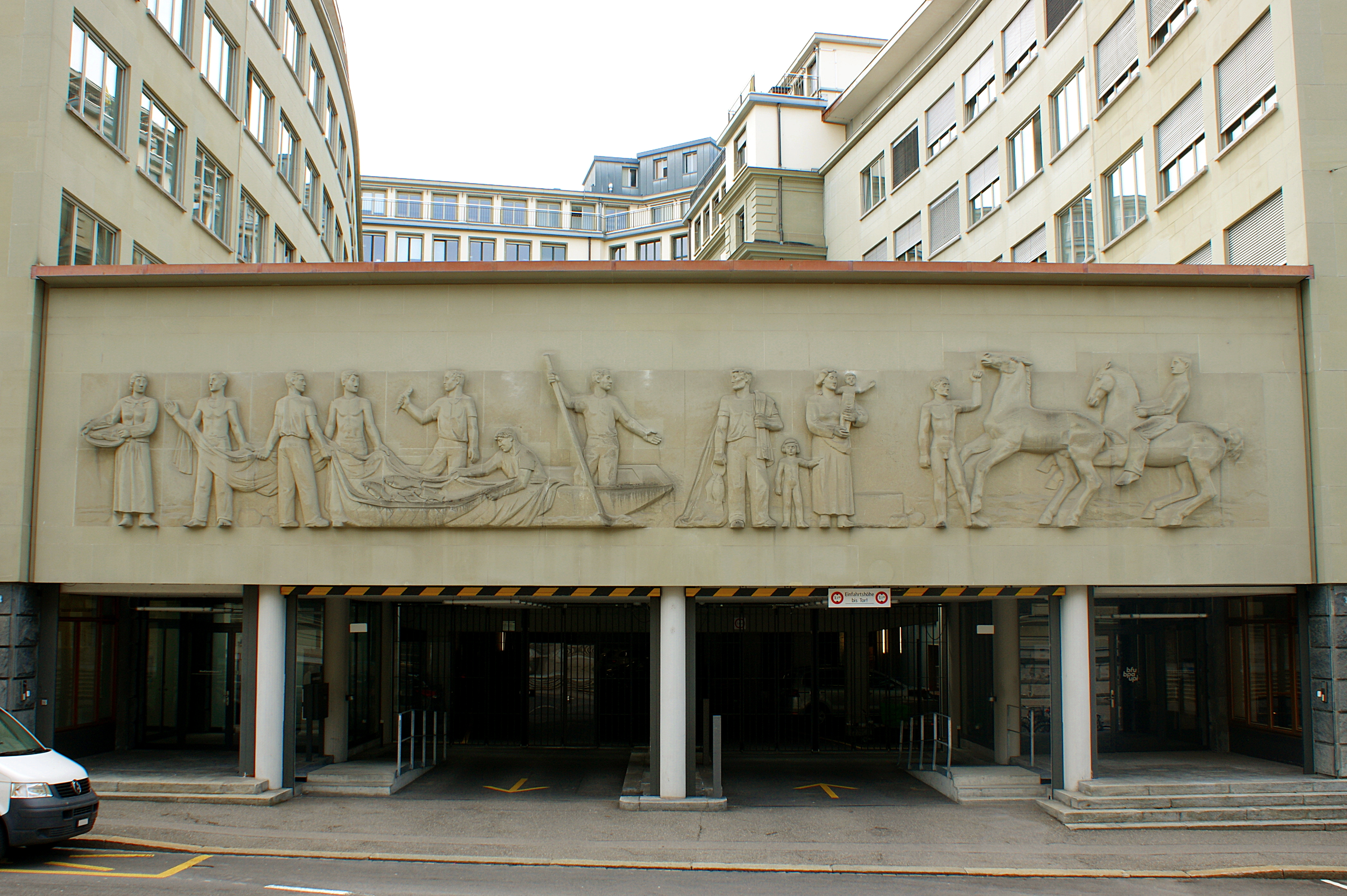
1945, Fischer und Familie
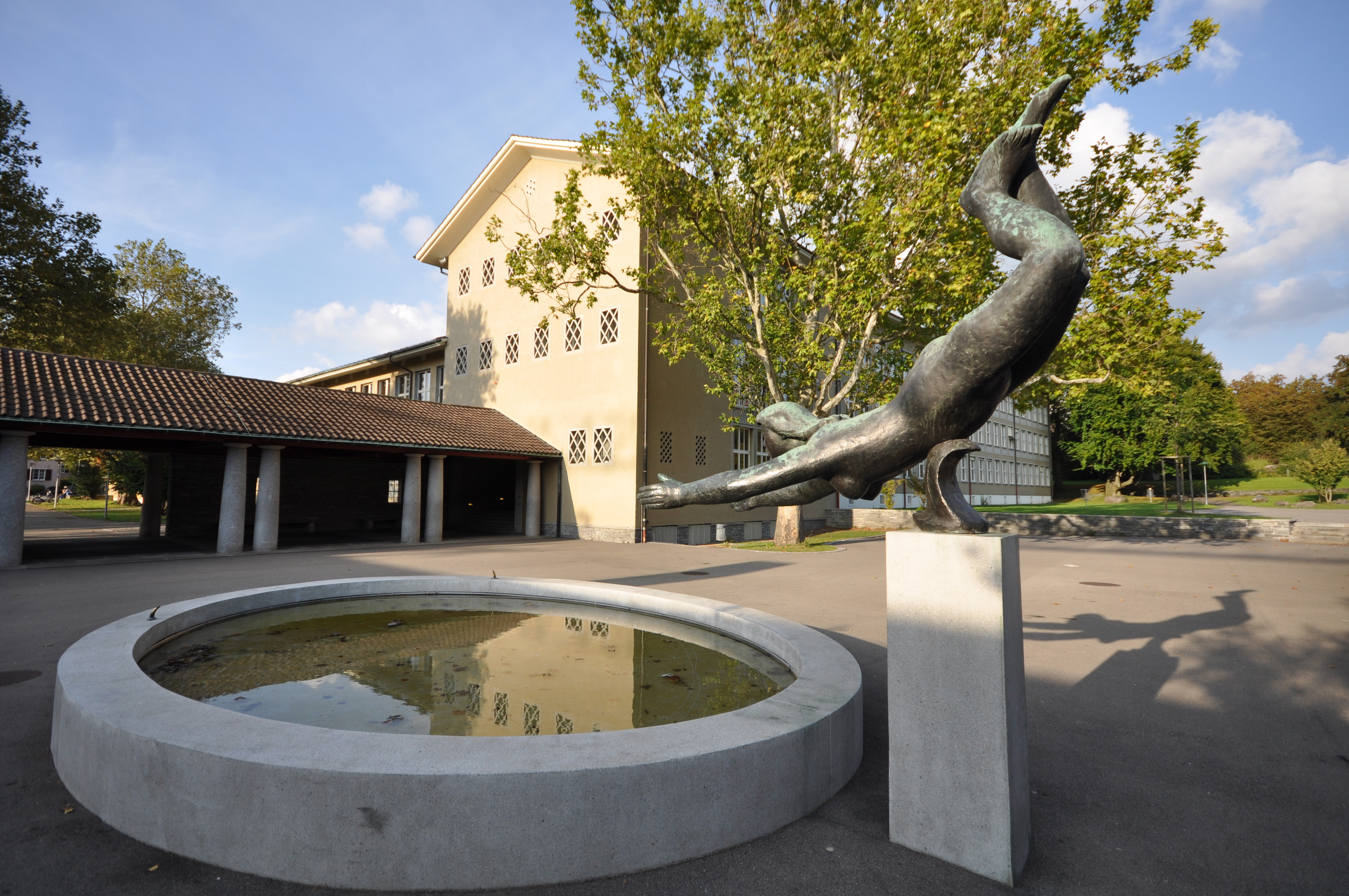
1951–1955, Schwimmerin
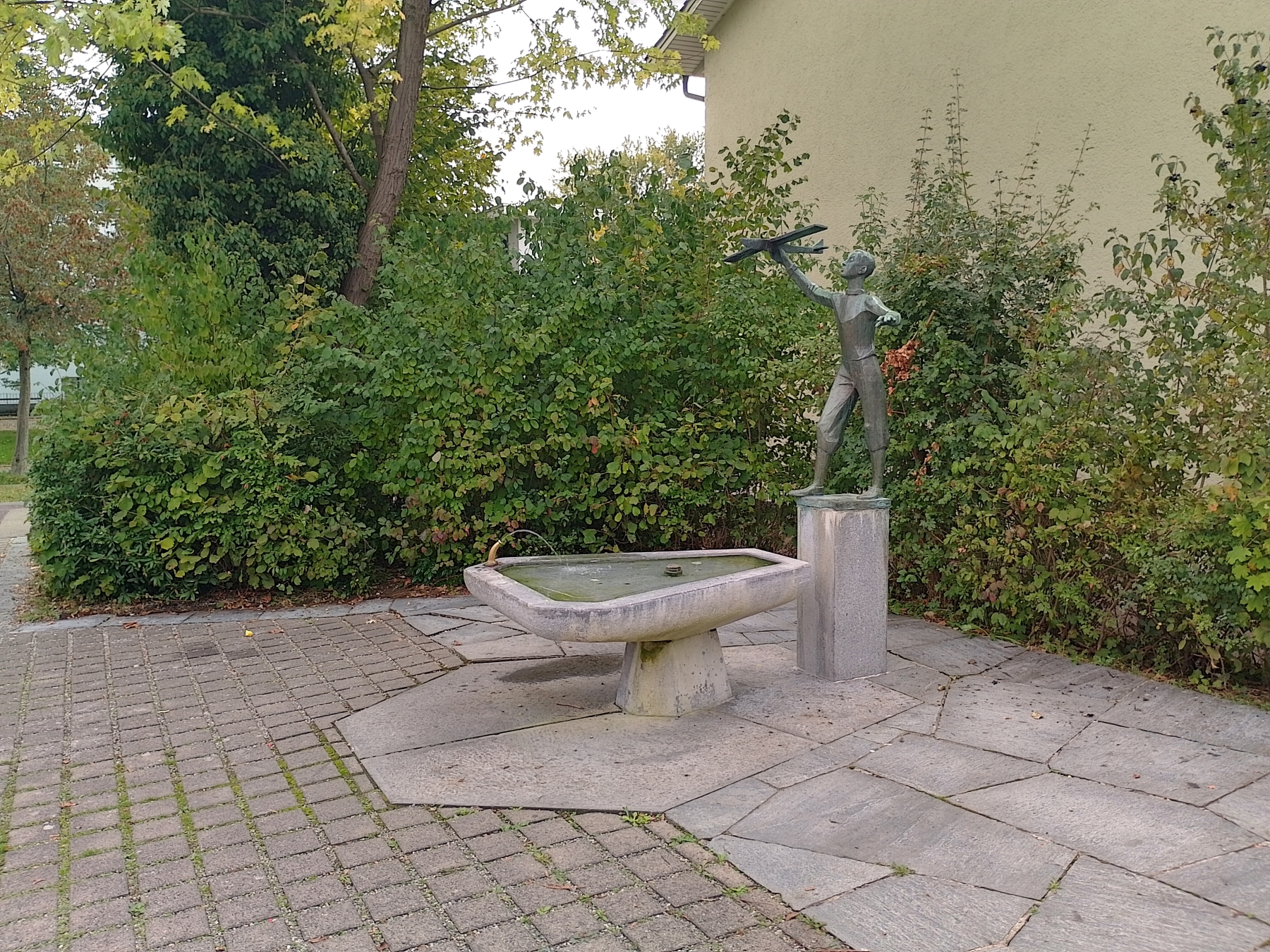
1957, Spielender Knabe
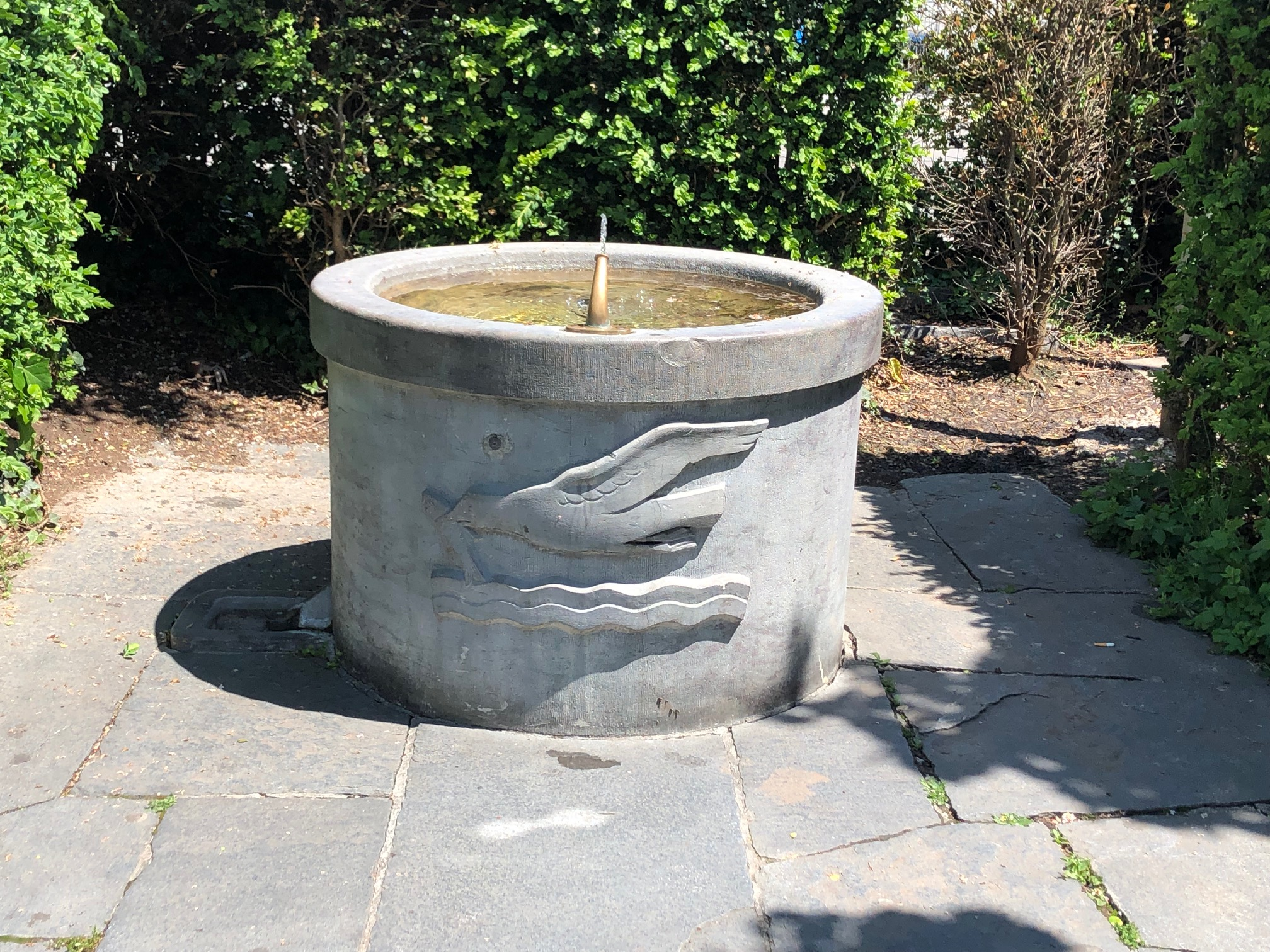
Brunnentrog mit Relief Möve
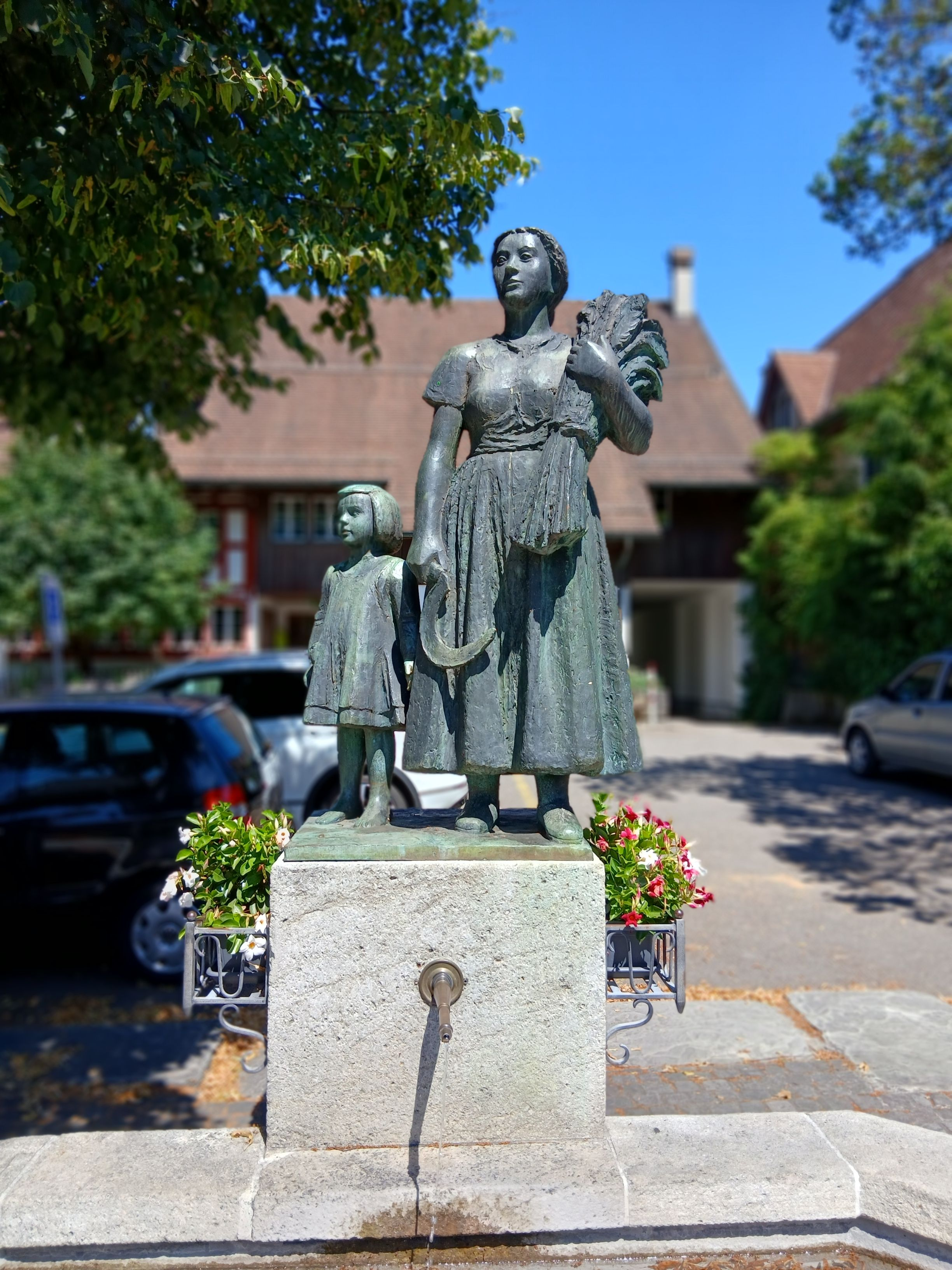
Brunnenskulptur, Wangen-Brüttisellen